# Pierre Akendengué

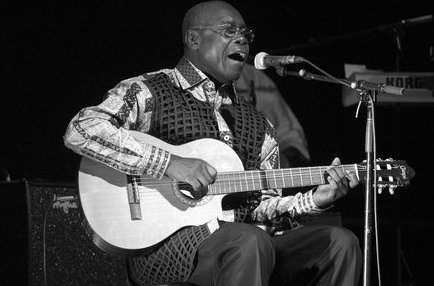
Pierre Akendengué

Pierre-Claver Akendengué (nascido em 25 de abril de 1943) é um músico e compositor do Gabão. Também atua como conselheiro cultural para o governo do Gabão.
Nascido na ilha de Aouta, que está localizado no sudoeste do Gabão, Akendengué frequentou a escola em Port-Gentil, em seguida, estudou psicologia na Universidade de Caen (fr), na França durante a década de 1960. Enquanto na França, ele conheceu a cantora Mireille Hartuch, que incentivou seus interesses musicais.
Em 1986, ele recebeu um doutorado da Universidade de Paris por seu estudo da religião e da educação entre o Nkomi.
Em 1974, Akendengué gravou seu primeiro disco, Nandipo, que consistia em canções de sua própria autoria, cantada em francês e nkomi, acompanhado por guitarra, baixo e percussão de Naná Vasconcelos.